# Pentapycnon geayi
Pentapycnon geayi is een zeespin uit de familie Pycnogonidae. De soort behoort tot het geslacht Pentapycnon. Pentapycnon geayi werd in 1911 voor het eerst wetenschappelijk beschreven door Bouvier. 